# 303-тя ескадрилья
303-я ескадрилья (англ. «No. 303 Squadron RAF», пол. «303 Dywizjon Myśliwski Warszawski im. Tadeusza Kościuszki») — найвідоміша і найрезультативніша з польських ескадрилій, які воювали під час битви за Британію в складі Королівських ВПС під час Другої світової війни.

## Історія
Ще після німецької окупації Чехословаччини весною 1939, кілька чеських пілотів втекли до Польщі й влились в її Повітряні сили. Однак довго їм прослужити там не вдалось,— осінню того ж року, не зважаючи на запеклий опір поляків, після блискавичної німецько-радянської окупації Польщі, прийшлось знову шукати притулку за кордоном, вже разом із польськими пілотами. Одним із найтиповіших був шлях втечі через Румунію і далі різними шляхами до Франції.

Так десятки тисяч польських військовослужбовців вирушили до Франції після поразки Польщі, щоб там продовжити боротьбу проти спільного ворога. Польські повітряні сили (PAF) були відновлені на території Франції після низки угод між французьким урядом та польським урядом у вигнанні. Незважаючи на приголомшливу поразку на батьківщині, багато польських авіаторів евакуювалися і зберегли моральний дух для продовження боротьби. У квітні 1940 PAF в Франції складались з трьох винищувальних авіакрил і одного ближнього розвідувального авіакрила, кожне з двох ескадрилій. Однак бойовий досвід і здібності польських льотчиків не були достойно оцінені французами. Польських пілотів рідко залучали до бойових дій. Під час німецького вторгнення у Францію в травні-червні 1940 року в боях брали участь лише 174 польські льотчики, або 10 % від наявної кількості. Попри ці труднощі, польські пілоти відзначилися під час французької кампанії, маючи результат 52 збитих підтверджених, 3 вірогідних і 6 пошкоджених ворожих літаків.
Після капітуляції Франції, польські пілоти приєднались до Королівських військово-повітряних сил Великобританії ((англ.)Royal Air Force), але формально лишались польськими солдатами, підпорядковуючись польському Уряду у вигнанні. На жаль майже ніхто з польських льотчиків не володів англійською мовою, що стало тимчасовою, але непереборною перешкодою, і попри нестримне бажання помститися німецьким нацистам, які окупували їх батьківщину та змусили залишити домівки, пілотам прийшлось відвідувати курси англійської мови та освоювати основи британського авіаційного радіообміну.
Далі першочерговим завданням стало вивчення абсолютно нового типу літака. Полякам довелося перенавчатись практично всьому, починаючи з вимірювання швидкості в милях замість кілометрів і палива в галонах замість літрів. Треба було навчитися натискати важіль газу вперед, щоб прискоритися, а не назад, як було прийнято на польських літаках. Ще однією проблемою для них був політ на літаках із висувними шасі — багато пілотів приземлялися з піднятими колесами. На початку чинних офіцерів Королівських ВПС було призначено командирами та керівниками польотів разом із поляками, оскільки польські пілоти не були достатньо знайомі з британським командуванням і льотними процедурами.
Тим часом почалася битва за Британію: до середини 1940 року Великобританія втратила половину своїх фронтових льотчиків, ресурсів RAF було явно недостатньо. І все ж досвідченим польським льотчикам поки що не дозволяли брати участь у боях.

### Битва за Британію
Протягом літа 1940 року Королівські ВПС вели відчайдушні дії проти Люфтваффе. Багато досвідчених британських пілотів були вбиті, поранені або просто виснажені. Не вистачало підготовлених пілотів і не вистачало часу для підготовки тих, хто був готовий до бою. Поляки з самого початку показали своє бажання воювати, і ставлення RAF до них стало більш поступливим. У липні та серпні було створено дві перші польські винищувальні ескадрильї: 302-гу і 303-ю.
13 серпня Герман Герінг почав повномасштабний повітряний напад Люфтваффе на Великобританію. Цей день під назвою «День орла»(нім. Adlertag) був першим днем німецької операції «Атака орлів»(нім. Adlerangriff). Протягом наступних кількох місяців Королівські ВПС і Люфтваффе брали участь у серії інтенсивних повітряних боїв, оскільки німці намагалися знищити Королівські ВПС і забезпечити контроль над небом Англії перед запланованим сухопутним вторгненням — операцією «Морський лев». Ситуація для Британії ставала все важчою.
Тим часом пілоти 303-ї винищувальної ескадрильї чекали своєї черги з дедалі більшим відчаєм. Більшість із них були досвідченими ветеранами польської та французької кампаній. Після тижнів тренувань у Northolt пілоти нарешті отримали шанс проявити себе в бою. 30 серпня шість «Харрикейнів» підрозділу вирушили на звичайні навчання з перехоплення у районі Сент-Олбанс. Один з пілотів, льотний офіцер Людвік Пашкевич, пізніше розповів, що під час польоту несподівано помітив кілька ворожих літаків. І, оскільки на запит по радіо командування не відповідало, то він без наказу самостійно кинувся в бій і підбив ворожий літак «Дорньє». Після повернення до Нортхолта, льотному офіцеру Пашкевичу оголосили догану за порушення дисципліни та привітали з першою перемогою його та ескадрильї. Цей епізод пізніше був увічнений у знаменитій сцені «Повторіть, будь ласка» в класичному фільмі 1969 року «Битва за Британію». Наступного дня, 31 серпня, ескадрилью було оголошено повністю боєздатною і вона вступила у битву.
Наступні тижні стали наймасштабнішою повітряною битвою в історії, майже щодня піднімались у небо більше тисячі літаків. 303-я ескадрилья досягла неймовірного результату у 126 збитих ворожих літаків, а також 13 вірогідних і 9 пошкоджених, претендуючи на звання найкращого підрозділу Битви за Британію. Одним із їхніх надзвичайних подвигів було збиття 14 ворожих літаків, плюс чотири ймовірних, під час одного вильоту над Лондоном 7 вересня — у перший день так званого «Лондонського Бліцу» (в цей день величезна армада у складі майже тисячі літаків одночасно атакувала Лондон) — без жодної втрати з їхнього боку. Дев'ять пілотів ескадрильї отримали звання «асів» за те, що збили п'ять і більше літаків противника. Одним із них був сержант Йозеф Франтішек, чех, який називав себе поляком і волів літати з поляками. З особистим результатом у 17 ворожих літаків він став найкращим асом Битви за Британію.
Видатні досягнення ескадрильї не залишилися непоміченими. Голова командування винищувачів Королівських ВПС, головний маршал авіації сер Г'ю Даудінг відмічав, що результат битви за Британію не зрозуміло чи був би таким як є, якби не хоробрість та видатні результати польських пілотів. Король Георг VI відвідав базу Нортхолт поблизу Лондона, де базувалась 303-я.

## Склад

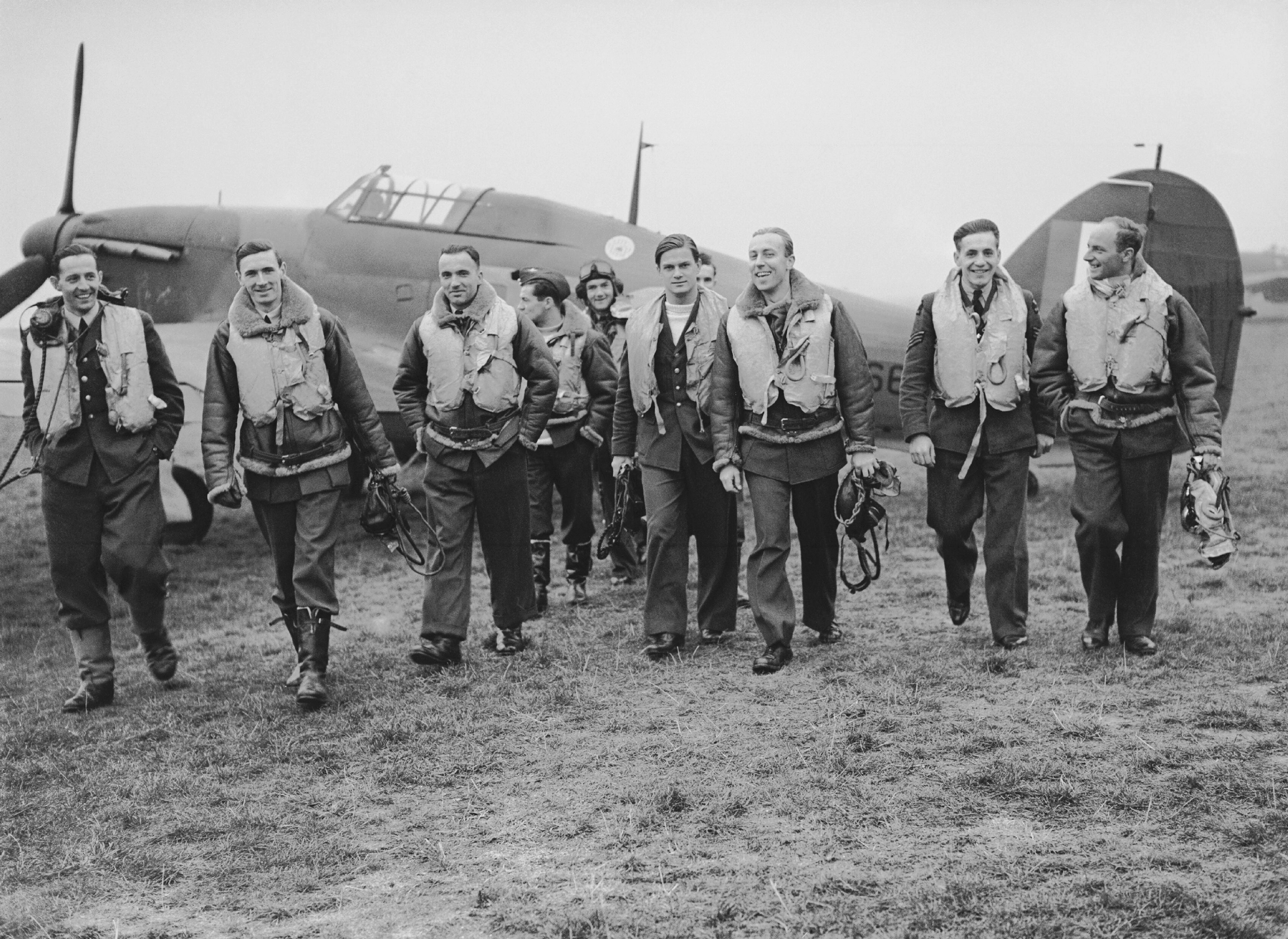
пілоти 303-ї ескадрильї на фоні «Харрикейна» (1940)

Перші польські пілоти дістались Британії 8 грудня 1939 року. До початку червня 1940 року в Британію прибуло загалом 2164 військовослужбовців, які були розподілені в різні ескадрильї. Капітуляція Франції 25 червня 1940 року змусила польські збройні сили разом з іншими військами союзників вивести свої частини до Британії. До кінця липня 1940 року до Британії прибуде ще 6220 польських авіаторів, збільшивши загальну кількість польських авіаторів на британській землі до 8384 осіб. Виснажені військовослужбовці, втомлені від поразки від німців, дивилися на Великобританію з великим нетерпінням і називали її «Острів останньої надії». Проте британці, як і французи до них, спочатку сумнівалися щодо льотних навичок польських пілотів, можливо піддавались ворожій німецькій пропаганді про польську нездатність протистояти німецько-радянському вторгненню та бачачи наскільки швидко капітулювала Польща. Тому польська 303-я ескадрилья вступила в битву кількома місяцями пізніше ніж могла б.
303-я ескадрилья базувалася на базі Northolt з 2 серпня 1940 року. В її початковий штат входило 13 офіцерів і 8 старшин-пілотів і 135 польських наземних співробітників.
Ім'я ескадрилья обрала на честь відомого польського генерала 18-го століття Тадеуша Костюшка, національного героя. Ескадрилья 303 була пов'язана з оригінальною польською ескадрильєю імені Костюшко 1919 року,— її персонал служив у 303-й ескадрильї. Пізніше підрозділи ВПС зі складу цієї частини були переформовані в 7-у, 121-у і 111-у ескадрильї ВПС Польщі.
У битві за Британію польські пілоти, які служили в усіх ескадрильях Королівських ВПС, досягли чудового результату: 203 збитих, 35 ймовірних і 36 пошкоджених. Такий подвиг не міг бути досягнутий без втрат. Двадцять дев'ять польських пілотів, у тому числі Людвік Пашкевич і Йозеф Франтішек, загинули в боях проти Люфтваффе під час Битви за Британію.
Одним з пілотів ескадрильї був уродженець Києва Ян Дашевський.

## В культурі

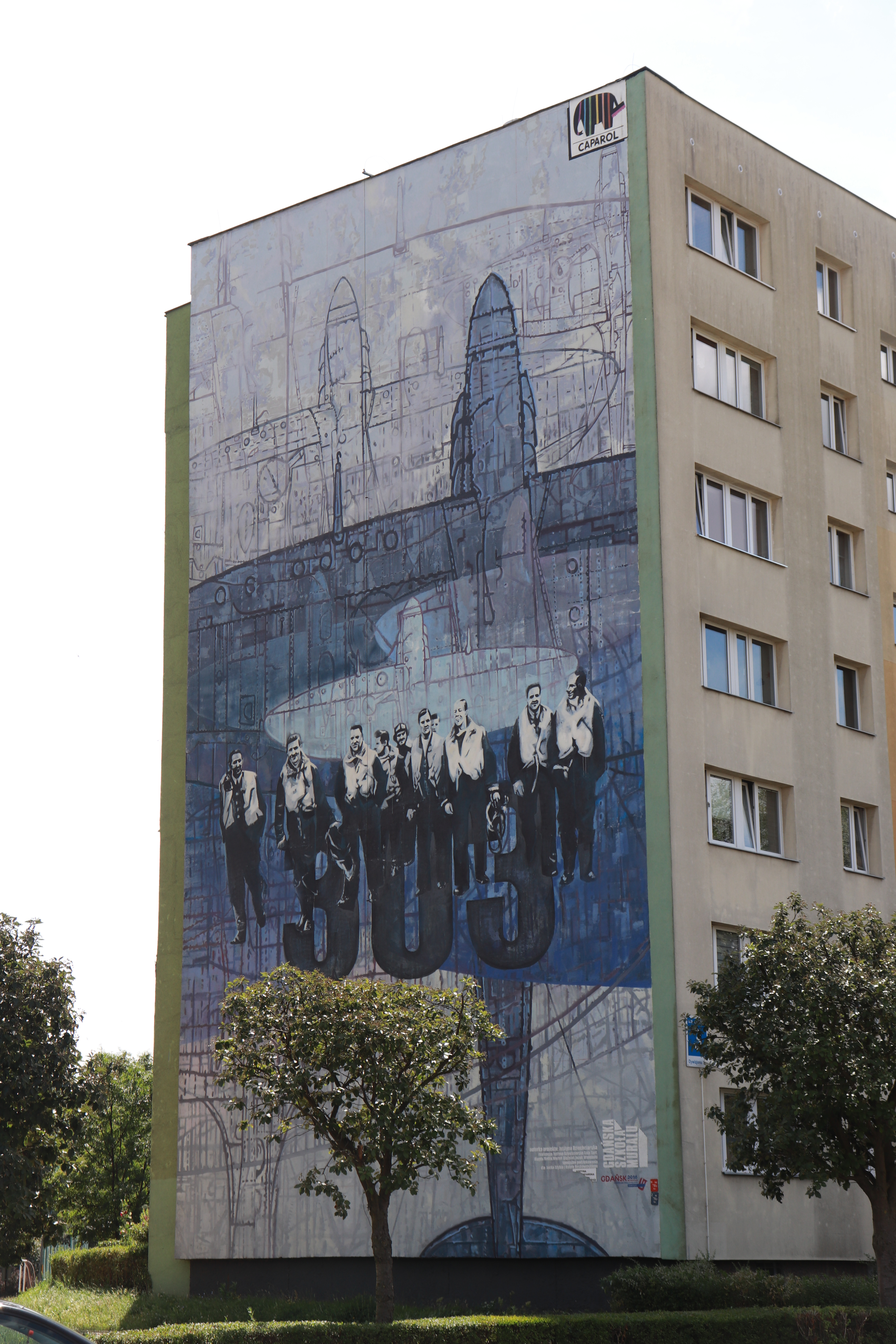
Мурал в Гданську на честь 303-ї ескадрильї

- 303-я ескадрилья була темою книги польського письменника Аркадія Фідлера «Ескадрилья 303» 1942 року, яка вважається найпопулярнішою серед численних творів цього письменника і була продана тиражем понад 1,5 мільйона примірників[7]. Оскільки книга була випущена в часи війни, імена персонажів були змінені, щоб не піддавати ризику їхні родини, які лишались в окупованій німцями Польщі.

- Участь ескадрильї в битві за Британію було описано в документальному фільмі «Польська битва за Британію», створеному у 2010 році Hardy Pictures для серіалу Channel 4 «Криваві іноземці».

- 303-я ескадрилья була в центрі сюжету двох фільмів 2018 року: Hurricane[8] і «Dywizjon 303»[9] (знятий за вищезгаданою книгою Фідлера [10], в українському прокаті називався «Дивізіон надії»[11][12]).

- Компанія Atomic Jelly у 2018 створила гру під назвою «Battle of Britain: 303 Squadron»[13].

- Пісня «Aces in Exile» групи Sabaton присвячена подвигу 303-ї, слова «303-я ескадрилья» прямо згадуються в першому приспіві[14].